# Битка при Вязма
Битката при Вязма на 3 ноември 1812 г. се състои в началото на отстъплението на войските на Наполеон от Москва.

## Ход на военните действия
В битката ариергардът на Великата армия е победен от руснаци, командвани от ген. Михаил Милорадович. Въпреки че французите отблъскват опита на Миларадович да обкръжи и унищожи корпуса на Луи Даву, те отстъпват в състояние на частичен хаос, след като получават тежки жертви от руските атаки.

## Резултат
Френското поражение при Вязма не е решително, но е забележително с разрушителното си въздействие над Великата армия.